# Noriko Taniguchi
Pour les articles homonymes, voir Taniguchi.
Pas d'image ? Cliquez ici

a Compétitions nationales et continentales officielles uniquement.

b Matchs officiels uniquement.
Noriko Taniguchi (谷口 令子, Taniguchi Noriko), née le 7 septembre 1992 à Kanagawa (Japon), est une joueuse internationale japonaise de rugby à XV et internationale de rugby à sept.

## Carrière
Elle évolue en club avec les Arukas Queen Kumagaya.
Au sein de l'équipe du Japon féminine de rugby à sept, elle est médaillée d'or aux Jeux asiatiques de 2014, dixième des Jeux olympiques de 2016 et médaillée d'argent aux Jeux asiatiques de 2018.
En 2017, comptant cinq capes en équipe du Japon à XV, elle est sélectionnée pour la tournée d'automne en Europe.